# Nihon kiryaku
Le Nihon kiryaku (日本紀略) est un texte historique qui catégorise et détaille la chronologie des événements rapportés dans les Six histoires nationales.